# Tal Ilan

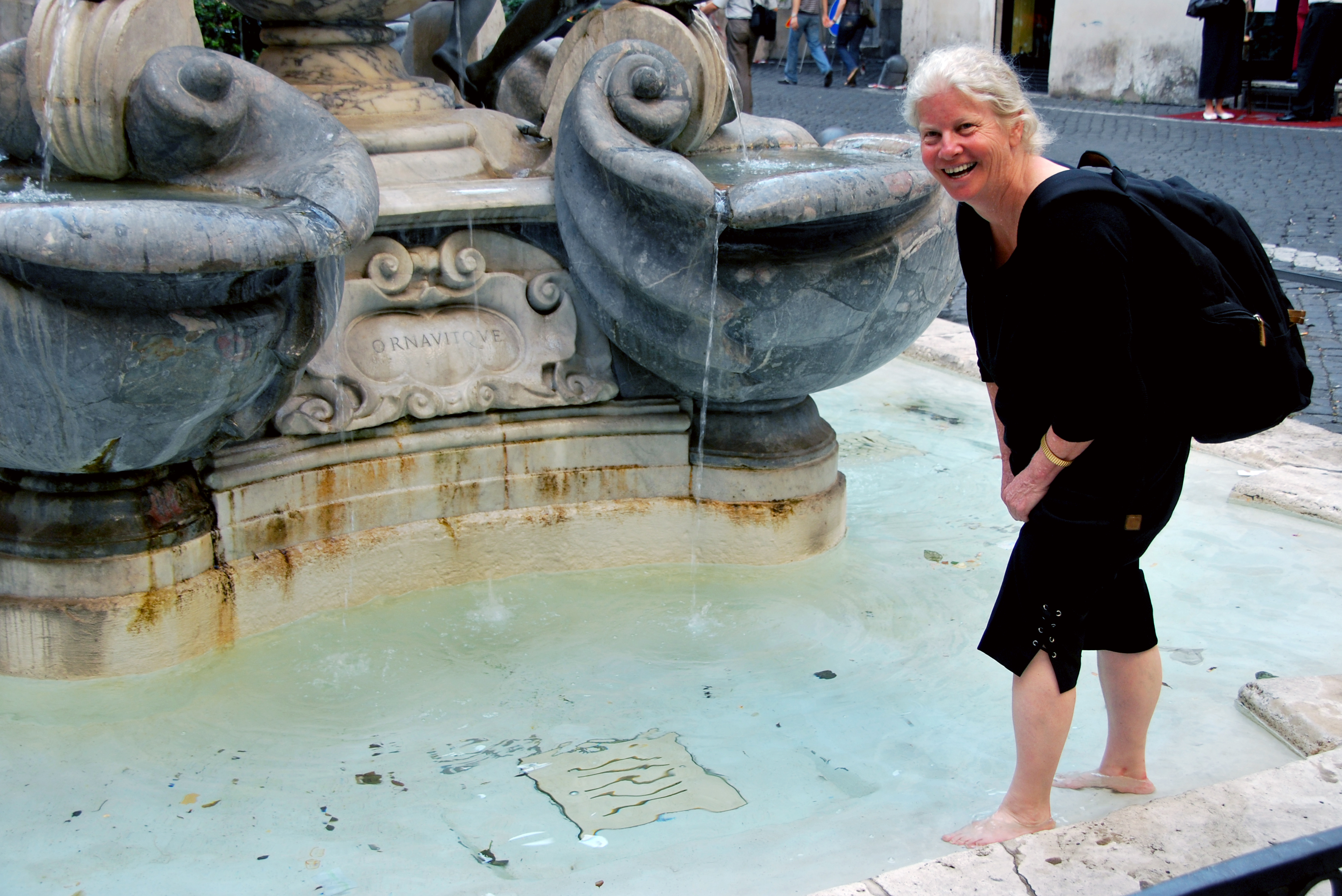
Tal Ilan

Tal Ilan (Hebreeuws: טל אילן) (1956) is een in Israël geboren en in Duitsland werkzame professor judaïstiek, gespecialiseerd in geschiedenis en lexicografie. Zij is bekend van haar werk aangaande vrouwengeschiedenis in het jodendom, antieke Joodse geschiedenis en geschiedschrijving, de rabbijnse literatuur, de Dode Zee-rollen, Joodse epigrafie, archeologie, papyrologie, onomastiek en antieke magie. Ze is initiatiefnemer en directeur van The Feminist Commentary on the Babylonian Talmud (FCBT). Ze genoot haar opleiding aan de Hebreeuwse Universiteit van Jeruzalem en is momenteel professor judaïstiek aan de Vrije Universiteit Berlijn (Duits: Freie Universität Berlin).

## Vroege leven en opleiding
Tal Ilan werd op 24 januari 1956 geboren in de kibboets Lahav in de Negevwoestijn. Ze voltooide haar PhD aan de Hebreeuwse Universiteit van Jeruzalem met als thesis Joodse vrouwen in Palestina tijdens de hellenistisch-Romeinse periode (332 BCE–200CE).

## Werk
Na haar promotie doceerde Ilan aan de Faculteit Geschiedenis van het Joodse Volk aan de Hebreeuwse Universiteit van Jeruzalem. In 2003 werd ze benoemd tot professor judaïstiek aan de Vrije Universiteit Berlijn. Ze heeft gedoceerd en onderzoek gedaan aan de universiteiten van Frankfurt, Oldenburg, Oxford, Harvard, Yale en Ben-Gurion en voorts aan het Jewish Theological Seminary (New York), het Schechter Institute of Jewish Studies (Jeruzalem), het Trinity College Dublin en het Leo Baeck College (Noord-Londen).
Tal Ilan bestudeert genderkwesties issues in de Bijbel, de hellenistische literatuur en de rabbijnse literatuur in vier van haar werken: haar proefschrift, Women in the Second Temple Literature, Mine and Yours And Hers en Integrating Women. Ze gebruikt feministische theorie bij het interpreteren van deze teksten en schenkt aandacht aan taal, tekst en tekstuele overlevering om haar werk richting te geven. Deze ideeën zijn verder toegepast het project Feminist Commentary on the Babylonian Talmud.
Ilans werk Lexicon of Jewish Names in Late Antiquity: 330 BCE–650 CE, bestaande uit 4 delen, geeft een overzicht van alle opgetekende namen in verband met Joden in de late Oudheid en bestudeert hun etymologie, verspreiding en vermogen om wetenschappers te informeren over het Joodse leven in deze periode.
Het boek A Collection of Texts on Jews and Judaism on Perishable Material from Egypt: 330 BCE–700 CE, dat Ilan samen met Noah Hacham schreef, corrigeert, updatet en publiceert bewijsmateriaal van Joden in Egypte vanaf de hellenistische periode tot aan de Arabische verovering. De materialen waarmee Ilan voor dit project mee heeft gewerkt waren papyri, ostraka en perkament.
Met Hayim Lapin als co-auteur maakte Ilan "A Digital Synopsis of the Mishnah and Tosefta", een digitaal onderzoeksinstrument dat met gecomputeriseerde en handmatige tekstanalyse de verwantschap tussen de Misjna en de Tosefta evalueert. Dit project is gefinancierd door het NEH/DFG Bilateral Digital Humanities Program van de National Endowment for the Humanities (NEH) en de Deutsche Forschungsgemeinschaft (DFG).
Ilan treedt met enige regelmaat op als expert in Joodse geschiedenis in verscheidene documentaires, zoals Mary Magdalene: Saint or Sinner (2008), Secrets of the Jesus Tomb (2008), The Lost Tomb of Jesus (2007) en Bible Mysteries (2004).

## Persoonlijk leven
Tal Ilan spreekt vloeiend Hebreeuws, Engels en Duits. Ze is getrouwd en heeft twee zoons. Ze omschrijft zichzelf als een seculiere Jood en een atheïst.

## Werken

### Boeken
- Women in Greco-Roman Palestine (1995; herdrukt, Peabody, Mass.: Hendrickson, 1996)
- Mine and Yours are Hers: Retrieving Women's History from Rabbinic Literature, Arbeiten zur Geschichte des Antiken Judaismus
- Integrating Women into Second Temple History (1999)
- Silencing the Queen (2006)
- Massekehet Taanit (Feminist Commentary on the Babylonian Talmud. 2008)
- Lexicon of Jewish Names in Late Antiquity: 330 BCE–650 CE (4 delen 2002–2012)
- The New Jewish Inscriptions from Hierapolis and the Question of Jewish Diaspora Cemeteries. Scripta Classica Israelica: 25-28 Israel Society for the Promotion of Classical Studies (2006)
- Josephus and the Rabbis (2017)[9]
- Mishnah Yevamot (ongepubliceerd)[1]

### Essays (selectie)
- “A Pattern of Historical Errors in the Writings of Josephus,” Zion 51 (1986) 357–60 (Hebreeuws)
- “Julia Crispina Daughter of Berenicianus, A Herodian Princess in the Babatha Archive: A Case Study in Historical Identification,” The Jewish Quarterly Review 82 (1991-2) 361–81. Herdrukt in Integrating Women, pp. 217–33.
- “‘Men Born of Woman ...’ (Job 14:1): The Phenomenon of Men Bearing Metronymes at the Time of Jesus,” Novum Testamentum 34 (1992) 23–45.
- “Biblical Women’s Names in the Apocryphal Tradition,” Journal for the Study of the Pseudepigrapha 11 (1993) 3–67.
- “Jewish Studies and Women Studies: Where and When do they Meet?” Jewish Studies Quarterly 3 (1996) 162–73.
- "Names of the Hasmoneans,” The Jewish Quarterly Review 78 (1987) 1–20.
- “In the Footsteps of Jesus: Jewish Women in a Jewish Movement,” in Transformative Encounters: Jesus and Women Re-Viewed, red. Ingrid Rosa Kitzberg (Leiden: Brill, 1999) 115–36.
- “The New Jewish Inscriptions from Hierapolis and the Question of Jewish Diaspora Cemeteries,” Scripta Classica Israelica 25 (2006) 71–86.

### Artikelen (selectie)
- “Names and Naming,” Encyclopedia of the Dead Sea Scrolls  (New York: Oxford University Press; 2000) 596–600.
- “Shelamzion Alexandra,” Encyclopedia of the Dead Sea Scrolls (New York: Oxford University Press; 2000) 872–4.
- “Joseph und Aseneth,” Religion in Geschichte und Gegenwart 4 (Tübingen: J.C.B. Mohr, 2001) 577.[10]